# Yosef Hamadani Cohen

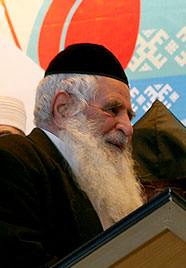
Hacham Yosef Hamadani Cohen, Gran Rabino de Irán.

Yosef Hamadani Cohen (1916 - 29 de marzo de 2014) fue el gran rabino de Irán y líder espiritual de la comunidad judía de Irán entre enero de 1994 y 2007.
En agosto de 2000, el gran rabino Hamadani Cohen se reunió con el presidente iraní Mohammad Jatamí, por primera vez. En 2003, Cohen y el miembro del Parlamento Morris Motamed se reunió con Jatamí en la sinagoga de Yusefabad, que fue la primera vez que un presidente de Irán había visitado una sinagoga desde la Revolución Islámica. Para el evento, Cohen encabezó la apertura del arca rollo de la Torá y la recitación de las oraciones.